# 袁光翰
袁光翰（1514年—？），字憲甫，號雲麓，江西南昌府豐城縣人，軍籍，明朝政治人物。

## 生平
嘉靖二十二年（1543年）癸卯科江西鄉試第十三名舉人，二十六年（1547年）中式丁未科會試第二百七十八名，三甲第七十二名進士。吏部觀政，授刑部主事，升员外郎、郎中，三十四年（1555年）十二月恤刑南直隸江南，出為順慶府知府。歷升陕西、雲南副使。

## 家族
曾祖袁文淵；祖父袁習初；父袁葵，訓導。母傅氏。子邦琏、邦瓒。